# Xã Cleveland, Quận White, Arkansas
Xã Cleveland (tiếng Anh: Cleveland Township) là một xã thuộc quận White, tiểu bang Arkansas, Hoa Kỳ. Năm 2010, dân số của xã này là 117 người.